# Praravinia polymera
Praravinia polymera är en måreväxtart som beskrevs av Cornelis Eliza Bertus Bremekamp. Praravinia polymera ingår i släktet Praravinia och familjen måreväxter. Inga underarter finns listade i Catalogue of Life.